# 甘地一撰
甘地 一撰（あまじ いっせん、天保13年頃〈1842年〉 - 慶応5年1月5日〈1868年1月29日〉？）は、新選組隊士。
姓は「あまじ」「あまち」とも。名は稔とも称する。常陸国土浦出身。

## 略歴
慶応元年7月までの京坂における隊士募集に応じ、入隊。
慶応3年6月の幕臣取り立てでは、平士として見廻組並御雇の格を得る。
翌年1月の鳥羽伏見の戦いの1月5日の淀の戦いで戦死した。享年26。或いは、脱走して江戸へ帰還したともいわれる。